# West Hattiesburg, Mississippi
West Hattiesburg là một thành phố thuộc quận Lamar, tiểu bang Mississippi, Hoa Kỳ. Năm 2010, dân số của thành phố này là 5 909 người.

## Dân số
- Dân số năm 2000: 6 305 người.
- Dân số năm 2010: 5 909 người.